# If....
If.... es la más conocida de las películas del director de cine británico Lindsay Anderson. Ganó en 1969 la Palma de Oro en el Festival de Cine de Cannes. En España se estrenó en los cines el 18 de noviembre de 1976 en versión original subtitulada, en 1984 se emitió por la TVE con doblaje en castellano y se distribuyó en DVD.

## Argumento
Unos alumnos de un internado se rebelan contra el profesorado y la dirección, que mantienen una disciplina rayana en el terror. Para ello llevarán a cabo acciones de una desmedida violencia.